# Eidsvoll Ullensaker Blad
Eidsvoll Ullensaker Blad (EUB) est un journal norvégien fondé en juin 1901.

## Distribution
À l'époque, le journal ne parait que dans la ville d'Eidsvoll (Comté d'Akershus) et s'appelle alors Eidsvold Blad. Aujourd'hui, le journal est distribué dans les communes d'Eidsvoll, Ullensaker, Gjerdrum, Nannestad et Hurdal (soit une population supérieure à 75 000 personnes).
Le journal parait du lundi au vendredi. Il est l'un des derniers journaux locaux à ne pas appartenir à un grand groupe de presse. En 2005, le journal a pris son nom actuel.

## Rédacteurs en chef
- 1901–1915: Martin Eriksen
- 1915–1916: Halvor Storm
- 1916: Ole N. Trolsnes
- 1916–1918: Jens Hundseid
- 1919–1922: Johan Hoel
- 1922–1957: Erling Grieg
- 1944–1945: Gunnar Næss
- 1957–1960: Kjell Amundsen
- 1960–1965: Einar Brynhildsen
- 1965–1970: Trygve Hagen
- 1970–2002: Bjørn Terje Kaspersen
- 2002–2007: Terje Hermansen
- 2007–2012: Terje Granerud
- 2012–d.d.: Roger Aarli-Grøndalen

## Diffusion
| 2006 | 2007 | 2008 | 2009 | 2010 | 2011 | 2012 | 2013 |
| 8117 | 8256 | 8178 | 7933 | 7865 | 7685 | 7641 | 7425 |